# 園崎詩音
園崎 詩音（そのざき しおん）は、『ひぐらしのなく頃に』に登場する人物である。（声：雪野五月 / 演：中井りか（テレビドラマ版））

## 概要
「目明し編」および外伝作品「現壊し編」の主人公。

## 人物
園崎魅音の双子の妹。ヘアースタイルはロングにリボンをあしらったハーフアップで、髪の色は緑。髪型や服装は違うものの、それも入れ替えてしまえば外見は魅音に瓜二つで、基本的には両親ですら見分けることができない。そのため魅音と一緒に暮らしていたころは度々入れ替わるイタズラもしていたようである。
さらには、有事の際、魅音の代わりに次期頭首代行も務めているようである。
雛見沢の麓の街である興宮（おきのみや）に住んでおり、叔父の義郎が経営しているファミレス「エンジェルモート」でウェイトレスのアルバイトをして生計を立てている。興宮の学校に通っているが、サボっていることが多い。入江が監督を務める草野球チーム「雛見沢ファイターズ」のマネージャーだが事実上「幽霊マネージャー」になっている。自衛用にスタンガンを常備していて、葛西の協力により出力の上がる改造を施している。彼女自身、ダム戦争の時にアメリカで銃火器などの技術を学んだと語っており、祭囃し編で山狗との戦闘際、機関銃で応戦したり、葛西のスナイパーの援護(観測手)をしたりと見た目以上の戦闘能力がある。
厄醒し編と皆殺し編の世界では部活メンバーに加わっている（祭囃し編では途中から合流して行動する）。
私服のデザインは、原作・漫画版は前が開くタイプのロングスカートだが、アニメ版ではミニスカートに変更されている。

### 性格
双子の魅音とは対照的に、髪飾りやスカート・敬語口調など女の子らしさを前面に出している。魅音が一見ガサツだが臆病な面を持つのに対し、詩音は一見お嬢様風だが行動派でしたたかな性格をしている。おしとやかに見えるが主導権を握るタイプで、仲のいい相手をからかっては面白がる。魅音より一枚上手で、よく彼女をからかっているため苦手そうにされているが、魅音の方から悩み事を相談されるなど何だかんだ言って姉妹仲は良い（本人曰く右手と左手のような関係）。面倒見がよく、本質的に姉御気質で我が強い。悟史のようにやや頼りない相手といる時に、彼女のそんな地の性格が垣間見える。
普段はクールだが感情的な面もあり、なまじ自分が万能タイプであることを自覚しているためか、独善的思考に陥って性急に事を成そうとしてしまい、結果的に激情に囚われやすい。激情の根底には義侠心や責任感といった部分があるのだが、いったん頭に血が上ると周りが見えなくなってしまうらしく、自分の立場や状況を忘れて行動しがちである。それを後々後悔したりもするが、どうも園崎の女性の血筋と思われる。そのため皆殺し編では、梨花に圭一と共に鉄平殺しの新面子として数えられている。
幼い頃は怖がりな一面もあったらしく、葛西からイタズラ半分で吹き込まれた人肉缶詰の怪談話がトラウマになり、今でも缶詰が食べられない。
悟史の負担であった沙都子に対しては非常に冷たい評価を下していたが、目明し編での学習をきっかけに彼女に対しても積極的に接するようになった。
以降は沙都子のためにカボチャ弁当を届けに（沙都子本人は嫌がっているが）わざわざ興宮から雛見沢分校に通うなど、妹のように面倒を見るようになる。最終章では突発的とは言え「ねーねー」と呼ばれ、喜ぶほどの仲に進展していた。

### 家族構成
興宮にて両親と共に暮らし、本家で修行している魅音とは別居である。興宮のマンションにて一人暮らしを経験しており、現在もマンションに寝泊りしていることがある。

### ゲームスタイル
本編中詩音が部活に参加する姿はほとんどないが、ビジュアルファンブックによれば、面倒な事前準備を好まず状況を瞬時に見破り、出たとこ勝負でその場の大立ち回りだけで勝利を拾うのを得意としているらしい。厄醒し編では、魅音と同じ戦略を編み出し、勝利を収める場面がある。

## 過去
園崎家では跡継ぎ問題が生じないよう、第一子が双子の場合は片方を鬼子として産湯をつかわせる前に絞め殺すという家訓があるが、情けで生かされる替わりに寺に入れるという意味で名づけられたのが「詩音」であり、存在すらも隠されてきた（逆に「魅音」の名は、次期頭首として「鬼を継ぐ者」という意味で鬼の一字を含む）。
ミッション系の全寮制である聖ルチーア学園に強制的に入学させられるが、厳重な警備を潜って一年前に脱走しており、学園での生活が彼女にとって苦痛であった様子が窺える。学園脱走後も、園崎本家との接触を恐れ、自由は得られず興宮で窮屈な日々を送るが、その最中に出会った沙都子の兄・悟史に想いを寄せるようになる。雛見沢ファイターズのマネージャーを担ったのも悟史の役に立ちたいという欲求からであったが、詩音と名乗ることはできず毎回魅音として接していた。だが、園崎家にその居場所が知られ、さらには悟史と親しく接していたことを非難され、贖罪の「けじめ」として自身の爪を3枚剥ぐよう強要される。これによりようやく彼女は園崎家から解放され詩音としての自由を得ることとなるが、皮肉にも同時に悟史の失踪事件が起こる。詩音は園崎家を疑い、自身の元を訪れた魅音を絞め殺そうとするも、魅音自身も爪を3枚剥いでいることに気づき、悟史への想いを封じる。お魎に対しては、現在も強い警戒心を持っている。
本来は彼女が姉の園崎魅音であったが、幼いころに本来の詩音（現在の魅音）の「今夜の宴会にでる鯛の刺身が食べたいから、入れ替わってほしい」という頼みに応じたところ、運悪くその日は園崎家頭首の証である鬼の刺青を入れる日だったため、双子の立場が入れ替わったまま固定されてしまった（目明し編）。入れ替わりの事実は両親やお魎にも信用してもらえず、気がついた一部親戚にも黙殺されたため、現在は彼女が詩音として、妹が魅音として生活している。目明し編では、悟史を救わなかった魅音（元・詩音）に対して、望まぬ入れ替わりの事も含めて怒りと憎しみの言葉を浴びせており、彼女を地下牢に拘束して強制的に魅音の名を奪い取って行動する。
逆に、祭囃し編では、次期頭首の役割を押し付けてしまったことを悔いて魅音に謝罪しており、その償いに魅音を仲間と共に逃がして圭一に魅音のことを頼むと、葛西と共に山狗の足止めを行っている。その際、「来世も双子がいいね」と語っており、数知れぬ惨劇の中で成長してきた彼女には、もはや姉妹であることの蟠りはなくなったようである。

## 本編外での詩音

### 賽殺し編
鬼の刺青を彫る日に双子の妹と入れ替わらなかったため、賽殺し編で登場する「魅音」は彼女である。本編の彼女とは生い立ちが異なるため、これまで詩音として描かれてきた性格とは多少乖離がある。かといって、賽殺し編では詩音となっている「これまでの魅音」と同様とも言えず、世話好きな「これまでの魅音」に比べ淡泊な態度をとるなど、多少の違いがあると見受けられるシーンもある。
賽殺し編では北条兄妹が不自由なく生活しているので、本編での経緯が発生せず、部活が存在しないが、最後にレナ、悟史と一緒になり、クラス間を良くするために事実上「部活」の創設を梨花に提案している。また、賽殺しにおいて彼女はテーブルゲームを「昔集めていた」とだけ語っていて、魅音のようにゲームルールを読み取るのが苦手と見受けられる（「詩音」がゲームルールを読むのが得意とも語っている）。

### 宵越し編
このストーリーは、罪滅し編で描かれた、竜宮レナによる籠城事件での爆破が成ってしまった場合からの延長上にある世界であり、その際「園崎魅音」は死亡している。よって、宵越し編で登場する「園崎魅音」は実はこの詩音である。爆破事件後、姉を失った詩音は園崎魅音として園崎家の跡継ぎの座を引き継ぐこととなった。しかし、仲間に置いて逝かれたという孤独感に加え、園崎組のお家騒動も重なり、後追いを考えるほどに押しつぶされていた。一連の行動は死後も詩音を見守っていた魅音が、詩音に正式な頭首の証を渡すために行っていたものであった。この時の魅音は「玉弾きの剣」を振るって銃を持った園崎組のヤクザたちをことごとく一蹴し、瀕死の状態で放たれた弾丸を切るほどの実力を見せている。
半ばで三船に銃撃された魅音は弾痕を引き受けて詩音の許を離れたため、詩音は長年傍に感じていた魅音の気配を失う代わりに無傷で意識を取り戻すこととなる。車で雛見沢へ向かう途中事故に遭い、意識を失っていたために、一連の出来事についてはほとんど記憶のない詩音だったが、全力で想いを託した魅音と初恋の少年そっくりの乙部の励ましを受け、園崎組の再興を誓うに至った。

## 業/卒
目明し編まで悟史の負担になっていた沙都子を憎んでいたのに対し、祟騙し編では皆殺し編と同様に雛見沢分校の面子を押し退ける勢いで鉄平から沙都子を助け出そうと憤慨する様子が描かれている。猫騙し編の冒頭で描かれた祟騙し編の結末では、雛見沢症候群の末期症状を発症して凶行に走った大石から梨花を助けようとするも撃ち殺される。
綿騙し編および綿明し編では、圭一が魅音と詩音を混同していたこともあり、その勘違いを利用して圭一とデート的なことをし、以前に魅音に贈ったものと同じ人形を圭一が詩音にプレゼントしたことが発端となって、魅音が雛見沢症候群を発症する原因を作る。その後、綿流しの日に富竹や鷹野と共に圭一と4人で、祭具殿に侵入。オヤシロさまの祟りの騒動に圭一を巻き込んだことを知った魅音に詰め寄られ、泣きながらスタンガンで威嚇し逃げようとするが、首を絞められて殺される。詩音の死体は、魅音の手によって地下祭具殿にある井戸に投げ捨てられていた。

## その他
実写映画版には登場しないが、テレビドラマ版には登場している。